# Noah Akwu
Noah Akwu (né le 23 septembre 1990 à Enugu) est un athlète nigérian, spécialiste des épreuves de sprint.

## Biographie
Il remporte la médaille de bronze du 200 m lors des championnats d'Afrique de 2012, à Porto-Novo au Bénin, devancé par l'Ivoirien Ben-Youssef Meité et l'Égyptien Amr Seoud.
Le 20 mars 2016, Akwu et ses coéquipiers se classent 5e de la finale du relais 4 x 400 mètres des championnats du monde en salle de Portland, en 3 min 08 s 55.

### Palmarès
| Date | Compétition                    | Lieu       | Résultat | Épreuve   | Performance   |
| ---- | ------------------------------ | ---------- | -------- | --------- | ------------- |
| 2009 | Championnats du monde          | Berlin     | 8e       | 4 x 400 m | 3 min 2 s 73  |
| 2012 | Championnats d'Afrique         | Porto-Novo | 3e       | 200 m     | 20 s 83       |
| 2016 | Championnats du monde en salle | Portland   | 5e       | 4 × 400 m | 3 min 08 s 55 |

### Records
| Épreuve | Performance | Lieu    | Date           |
| ------- | ----------- | ------- | -------------- |
| 200 m   | 20 s 54     | Kumasi  | 6 juillet 2012 |
| 400 m   | 45 s 59     | Calabar | 20 juin 2013   |